# Whitney Franker
 (décembre 2018).
 (décembre 2018).
Pour les articles homonymes, voir Franker.
Whitney Franker, née le 16 mars 2001 aux Pays-Bas, est une actrice néerlandaise.

## Filmographie

### Cinéma et téléfilms
- 2008 : Abi : Abi
- 2009 : Frogs & Toads (nl) de Simone van Dusseldorp : Jesse[1]
- 2010 : Abi II : Abi
- 2012 : Drôle de prof de Barbara Bredero : Lisa[2]
- 2013 : Drôle de Prof 2 : Au camping de Barbara Bredero : Lisa[3]
- 2014 : Mees Kees op de planken (nl) de Barbara Bredero : Lisa[4]